# Nachhratpur Katabari
Nachhratpur Katabari is een census town in het district Uttar Dinajpur van de Indiase staat West-Bengalen. 

## Demografie
Volgens de Indiase volkstelling van 2001 wonen er 5111 mensen in Nachhratpur Katabari, waarvan 52% mannelijk en 48% vrouwelijk is. De plaats heeft een alfabetiseringsgraad van 54%. 